# Kasteel van Hérisson
Het Kasteel van Hérisson is een burcht, gelegen in Frankrijk in de gemeente Hérisson.

## Geschiedenis
In de 11e eeuw werd begonnen met de bouw van het kasteel. In de dertiende eeuw werd het kasteel het hoofdgebouw van een kasselrij. Onder Lodewijk II van Bourbon werd het kasteel nog uitgebreid en versterkt. Tijdens La Fronde kwam het kasteel in bezit van Lodewijk II van Bourbon-Condé. Het kasteel is in de 19e eeuw ook nog eigendom geweest van Hendrik van Orléans en Pierre Simon de Dreux-Brézé, de bisschop van Moulins. In 1983 werd het kasteel eigendom van de stad Hérisson.

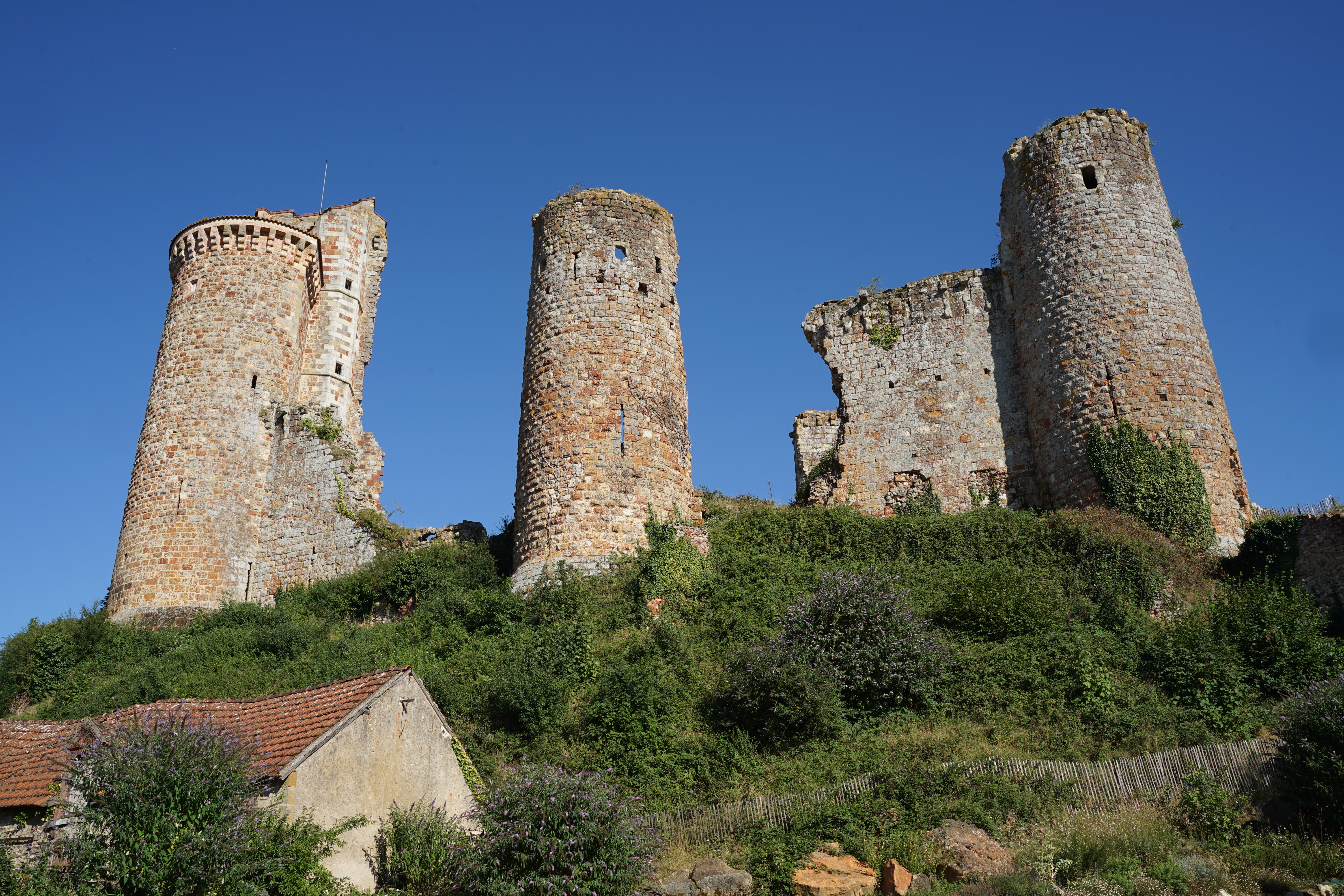
Kasteel gezien vanuit het noordwesten

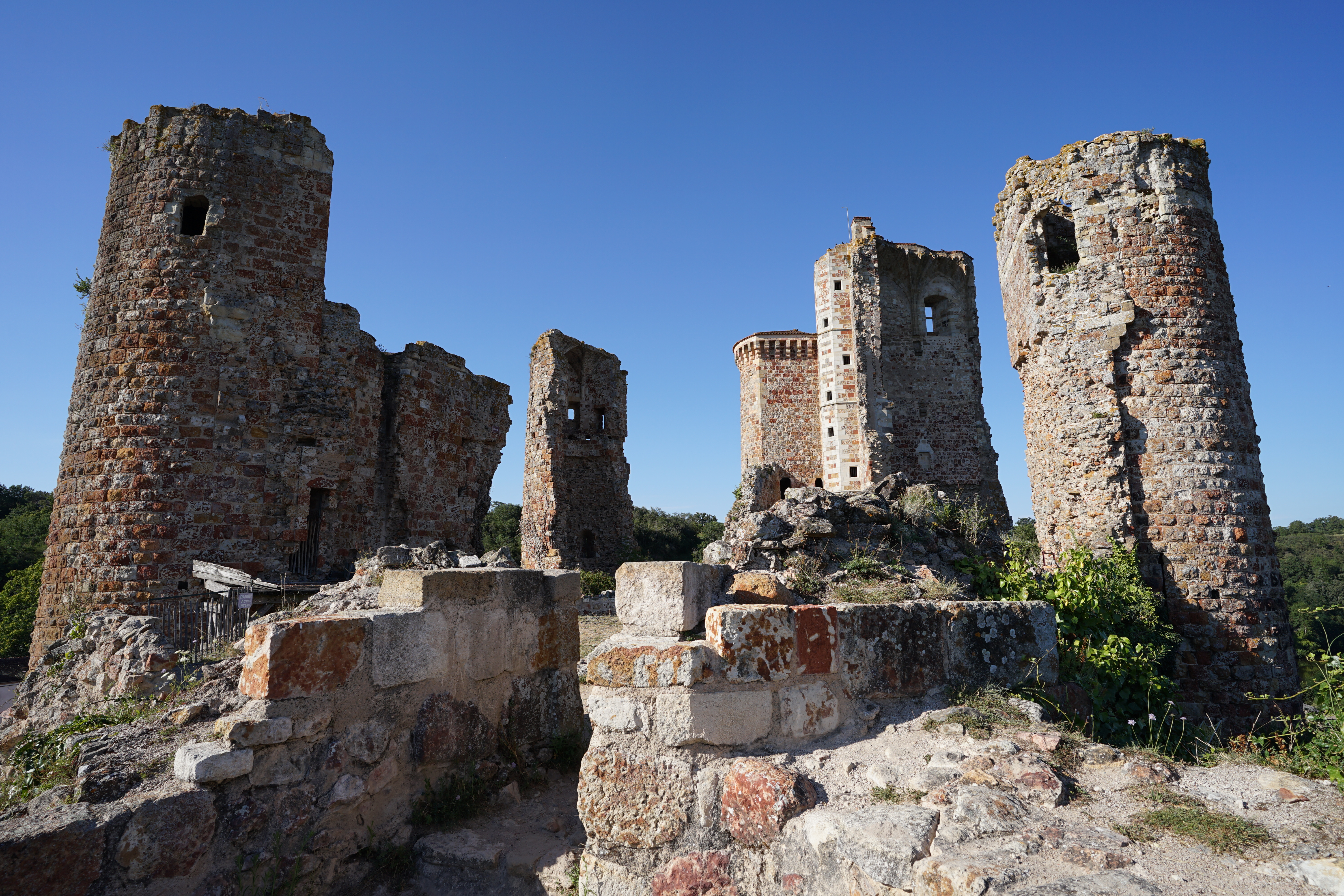
Kasteel gezien vanuit het zuiden